# ジャンピエロ・ピンツィ
ジャンピエロ・ピンツィ（Giampiero Pinzi, 1981年3月11日 - ）は、イタリア・ローマ出身の元サッカー選手。元イタリア代表。ポジションはミッドフィールダー。

## 来歴
SSラツィオのユース出身であるが、出場機会のないまま、2000年にウディネーゼ・カルチョへ移籍する。中盤の中核をなす選手として活躍したが、2007年に就任したパスクアーレ・マリーノ監督の下では負傷もあって出場機会が減少する。2008年から2010年まで、ACキエーヴォ・ヴェローナへレンタル移籍し、ゲームメーカーとしての才能を見せた。
2015年8月31日、かつて所属したキエーヴォに移籍することが決定した。翌年8月10日、セリエBのブレシア・カルチョと延長オプション付きの1年契約を交わした。

## 所属クラブ
- SSラツィオ 1999-2000
- ウディネーゼ・カルチョ 2000-2015

→ ACキエーヴォ・ヴェローナ 2008-2010 (loan)
- ACキエーヴォ・ヴェローナ 2015-2016
- ブレシア・カルチョ 2016-2017
- カルチョ・パドヴァ 2017-2019